# Comuna Blagoevgrad, Blagoevgrad
Comuna Blagoevgrad  este o unitate administrativă în regiunea Blagoevgrad din Bulgaria. Cuprinde un număr de 26 localități dintre care Blagoevgrad, oraș și are rol de reședință. Localități componente:
- Izgrev
- Belo Pole
- Bistrița
- Blagoevgrad
- Buchino
- Bălgarcievo
- Gabrovo
- Gorno Hărsovo
- Debocița
- Delvino
- Drenkovo
- Dăbrava
- Elenovo
- Zelendol
- Klisura
- Leșko
- Lisiia
- Marulevo
- Moștaneț
- Obel
- Padeș
- Pokrovnik
- Rilți
- Seliște
- Logodaj
- Țerovo

## Demografie
Componența etnică a obștinei Blagoevgrad
     Romi (2,37%)
     Bulgari (88,71%)
     Nicio identificare (7,84%)
     Altele (1,43%)
La recensământul din 2011, populația comunei Blagoevgrad era de 77.441 locuitori. Din punct de vedere etnic, majoritatea locuitorilor (88,71%) erau bulgari, cu o minoritate de romi (2,37%). Pentru 7,84% din locuitori nu este cunoscută apartenența etnică.